# Енергія біомаси
Ене́ргія біома́си — енергія, яку одержують з біомаси.

## Загальна характеристика
Щорічно приріст біомаси у світі оцінюється в 200 млрд т в перерахунку на суху речовину, що енергетично еквівалентно 80 млрд т нафти. Одним із джерел біомаси є ліси. При переробці деревини 3-4 млрд т становлять відходи, енергетичний еквівалент яких становить 1,1-1,2 млрд т нафти. Світова потреба в енергії становить тільки 12 % енергії щорічного світового приросту біомаси. Частка і кількість біомаси, використовуваної для одержання енергії, постійно знижується, що можна пояснити порівняно низькою теплотою згоряння біомаси внаслідок високого вмісту в ній води.
Все частіше як 8-20%-а добавка до звичайних бензинів для підвищення октанового числа використовується паливний етанол, а в деяких випадках — гідролізний спирт. Сировиною для одержання етанолу служать різні продукти природного біосинтезу. У Канаді для цього використовується зерно кукурудзи, з 1 т якої одержують 400 л етанолу і високопротеїновий корм для худоби. У Бразилії спирт одержують з особливого сорту тростини. Досвід використання етанолу як добавки до бензину є і в Україні.
Певне застосування в енергетиці можуть знайти сільськогосподарські відходи: солома, відходи життєдіяльності тварин і птиці тощо.

## Практика використання і перспективи
Лідером у використанні соломи як палива є Данія, де побудовано 8 000 фермерських установок потужністю 0,1-1,0 МВт, 62 теплові станції потужністю 1-10 МВт і 9 комбінованих теплоелектростанцій. Крім Данії, солому використовують Австрія, Швеція, Фінляндія і Франція. В Україні потенціал використання соломи становить 4,3 млн т у.п. на рік (близько 2 % витрат палива), однак її застосування вимагає значних капіталовкладень.
Біогаз, одержуваний з відходів життєдіяльності тварин і птиці, може замінити в Україні 6 млрд м3 природного газу, однак для його одержання необхідні значні інвестиції, строк окупності яких становить 4-5 років. Китай проектує через кілька років довести виробництво біогазу до 100—120 млрд м3.
Одним з перспективних джерел енергії є завалочний газ, що утворюється в результаті розкладання органічної частини твердих побутових відходів в анаеробних умовах, що виникають невдовзі після їх санітарного поховання. Тільки в містах утворюється 400—450 млн т твердих побутових відходів на рік. Вихід газу з теплотою згоряння 17-20 МДж/м3 становить 100 м3/т твердих побутових відходів протягом 20 років зі швидкістю 5 м3/т на рік. Потенціал завалочного газу в країнах Європейського Союзу наближується до 9 млрд м3/рік, у США — 13 млрд м3/рік, в Україні — близько 1 млрд м3 на рік.